# Pollastres de l'autopista de Hollywood
Els pollastres de l'autopista de Hollywood són una colònia de pollastres silvestres que viuen sota la rampa de sortida de l'autopista de Hollywood (U.S. Route 101) de l'Avinguda Vineland a Los Angeles, a Califòrnia. No se sap del cert com van arribar fins allà, tot i que les notícies generalment els adscriuen a un camió d'aus que va volcar.
Els pollastres de sota la rampa de Vineland es van fer populars localment des de la seva arribada allà al voltant de 1970. Cap a l'any 1976, l'estol incloïa al voltant de 50 pollastres, descrits com a vermells de Rhode Island. Se'ls va passar a conèixer com als "pollastres de la Minnie", en referència a Minnie Blumfield, una senyora jubilada que els alimentava regularment. Quan el seu estat de salut li va deixar de permetre alimentar-les, una jove actriu, Jodie Mann, amb el col·lectiu Actors i Altres per als Animals va gestionar la reubicació dels pollastres. Al voltant d'un centenar de les gallines i els galls van ser traslladats a un ranxo de Simi Valley, California. Però no es van traslladar tots els membres de la guarda, i els que es van quedar van engendrar una nova població. Els intents posteriors de reubicar els animals van tenir resultats similars.
La colònia original de la rampa de Vineland es va expandir i hi ha ara una segona colònia sota la rampa de Burbank, a uns tres quilòmetres.
La supervivència de la colònia de pollastres i la seva expansió a una altra rampa de l'autopista ha inspirat un relat breu de Terry Pratchett, "Hollywood Chickens".